# Edizioni Star Comics
Edizioni Star Comics ist ein italienischer Comicverlag, der überwiegend Manga veröffentlicht.

## Geschichte
Der Verlag wurde 1985 in Perugia gegründet. Zu Anfang waren Marvel Comics Schwerpunkt des Programms. In den 1990er Jahren kamen Manga ins Programm, welche mittlerweile den Schwerpunkt bilden.

## Serien (Auswahl)
Captain America, Die Fantastischen Vier, X-Men, Lazarus Ledd, Dragon Ball, Mushishi, Angelic Layer, Die kleinen Superstars, Fairy Tail, Zetman, Ranma ½, Nah bei dir – Kimi ni Todoke, Beelzebub, Detektiv Conan, Haikyu!!, One Piece, Gin Tama, Prison School, Real Account, Seven Deadly Sins, Reborn!